# 馮驩
馮 驩（ふう かん、生没年不詳）は、中国戦国時代の斉の政治家である孟嘗君（もうしょうくん）の食客。貧家の出身で、食にありつくために孟嘗君に仕えたとされる。
馮驩は『史記』の表記で、『戦国策』では馮諼（ふうけん）と記される。

## 史記に見られる記述
『史記』「孟嘗君伝」によると、一芸に秀でたものを迎えると公言している孟嘗君に「特技は特にない」と言い放ち、食客となるや「食事に魚がつかない(『長鋏帰らんか、食に魚無し』の故事の由来)」「外出時に馬車がない」「家がなければ妻子ももてない」と無心まがいの要求（剣を叩きながら歌うだけという体裁をとってはいるが）を続け、孟嘗君を呆れさせた。
その後、弁才に優れることを買われて孟嘗君の領地である薛（現在の山東省棗荘市滕州市）の民から借金を取り立てる役を任されたが、馮驩は集めた金で宴会を開き、借用書の一部は焼き捨てた。これを知った孟嘗君は馮驩を詰問したが、馮驩は「嘘をつかせないためには領民を一カ所に集める必要があり、そのための宴会だった」「返済能力がある者には完済を約束させたが、返済能力がない者には何をしても取り返せない。厳しく迫れば夜逃げする者も出よう。そうなれば、『領主は領民よりも金を大事にし、領民も領主を裏切って逃げ出す』と悪評が立つ。私は、返済不可能の証文を使って領民の忠誠心と諸侯の歓心を買いました」と釈明し、孟嘗君もその考えを受け入れた。その後、果たして馮驩の言うとおり、借金帳消しの話題が諸国まで広まり孟嘗君は名望を得た。
その後、孟嘗君は湣王（びんおう）によって罷免されるが、馮驩は策をもって孟嘗君を宰相に復職させた。その時、去った食客を呼び戻すことを進言、孟嘗君は難色を示したが、彼らは好悪の情で去ったのではなく自分の識見を活かせなくなったので去っただけと諭して呼び戻すことを認めさせた。

## 戦国策に見られる記述
『戦国策』では多少異なり、借金の取り立に行く際、馮諼は「取り立てた金で何を買って来ましょうか」と問い、孟嘗君は「我が家にあまり無いものが良い」と答えた。馮諼は薛に着くや孟嘗君の命と偽って借用書を焼き捨てた。帰って来た馮諼に孟嘗君が何を買って来たか問うと、「この家に足りない『義』を買って来ました」と答え、事のあらましを語った。孟嘗君は「分かった休まれよ」と答えたものの、内心不快であった。
その後湣王に罷免された孟嘗君が領地の薛に帰ると、老人、子供を含む住民がこぞって薛に着く百里手前まで来て出迎えた。これを見て孟嘗君は「先生が私の為に義を買った意味が、今日初めて分かりました」と馮諼に言った。
馮諼は「『狡兔は三窟有り（ずる賢い兎は、巣穴を三つ持っている）』と申します。我が君はまだ一窟しかありません。これでは安心して眠れないでしょう。残り二窟を私が掘ってきます」と答え、魏の恵王の下へ向かい孟嘗君を褒め称えた。恵王はそれを聞き孟嘗君を臣下に迎えようと丁重な使者を三度に渡って派遣したが、馮諼の策を聞いていた孟嘗君はこれを固辞した。その話を聞いた湣王は恐れ、孟嘗君に使者を送って詫び、宰相の地位に就くように請うた。
こうして馮諼の計により、孟嘗君はその後数十年宰相の地位を問題なく務めた。